# Basilioterpa
Basilioterpa is een geslacht van halfvleugeligen uit de familie Aphrophoridae. De wetenschappelijke naam van dit geslacht is voor het eerst geldig gepubliceerd in 1992 door Hamilton & Morales.

## Soorten
Het geslacht Basilioterpa omvat de volgende soorten:
- Basilioterpa bullata Hamilton & Morales, 1992
- Basilioterpa fasciata (Evans, 1966)
- Basilioterpa pallida (Evans, 1966)